# Désignation de Gould
La désignation de Gould des étoiles est similaire à la désignation de Flamsteed dans le sens où les étoiles sont numérotées dans chaque constellation dans l'ordre croissant d'ascension droite. Chaque étoile reçoit un numéro (commençant à 1), suivi par " G. " (ou parfois directement suivi par un "G" sans espace), puis par le génitif latin de la constellation où elle se situe. Voir liste des constellations pour une liste des 88 constellations modernes et les formes au génitif de leurs noms.
Les numéros furent assignés en fonction des positions des étoiles pour l'époque 1875.0, et au cours du temps ces positions sont affectées par la précession des équinoxes. A cause des mouvements propres des étoiles, certaines étoiles peuvent apparaitre maintenant dans le désordre.
Les désignations de Gould sont apparues pour la première fois dans Uranometria Argentina,, un catalogue publié en 1879 par Benjamin Apthorp Gould. Beaucoup de ces désignations sont devenues désuètes, bien que pour beaucoup d'étoiles australes relativement brillantes (qui sont trop au sud pour porter une désignation de Flamsteed), la numérotation de Gould reste encore une désignation simple, disponible sans se référer à des numéros de catalogue complexes.

## Liste des constellations contenant des étoiles portant une désignation de Gould
Le catalogue de Gould contient 66 constellations (certaines d'entre elles sont partiellement ou complètement couvertes par de numéros de Flamsteed) :

### 33 constellations qui contiennent des numéros de Flamsteed et de Gould
- Verseau
- Aigle
- Bouvier
- Cancer
- Grand Chien
- Petit Chien
- Capricorne
- Centaure
- Baleine
- Corbeau
- Coupe
- Dauphin
- Petit Cheval
- Éridan
- Hercule
- Hydre
- Lion
- Lièvre
- Balance
- Loup
- Licorne
- Ophiuchus
- Orion
- Pégase
- Poissons
- Poisson austral
- Poupe
- Sagittaire
- Scorpion
- Serpent
- Sextant
- Taureau
- Vierge

### 33 constellations qui contiennent uniquement des numéros de Gould
- Machine pneumatique
- Oiseau de paradis
- Autel
- Burin
- Carène
- Caméléon
- Compas
- Colombe
- Couronne australe
- Croix du Sud
- Dorade†
- Forneau
- Grue
- Horloge
- Hydre mâle
- Indien
- Table
- Microscope
- Mouche
- Règle
- Octant
- Paon
- Phénix
- Peintre
- Boussole
- Réticule
- Sculpteur
- Écu de Sobieski
- Télescope
- Triangle austral
- Toucan†
- Voiles
- Poisson volant

† 30 Doradus et 47 Tucanae sont des numéros de Bode et non des numéros de Gould.

## Étoiles connues principalement par leur désignation de Gould
Beaucoup d'entre elles sont listées dans l'index croisé de Kostjuk, avec leurs numéros de Gould fournis en tant que numéros de Flamsteed. À partir de cet index croisé, les désignations sont accessibles dans d'autres sources, dont SIMBAD. Beaucoup d'étoiles appelées habituellement par leur désignation de Gould sont des étoiles proches.
- 41 G. Arae
- 145 G. Canis Majoris
- 23 G. Carinae
- 72 G. Columbae
- 35 G. Crucis
- 39 G. Crucis
- 36 G. Doradus
- 82 G. Eridani
- 33 G. Librae
- 31 G. Mensae
- 67 G. Muscae
- 120 G. Phoenicis
- 61 G. Pictoris
- 96 G. Piscium
- 140 G. Puppis
- 171 G. Puppis
- 188 G. Puppis
- 212 G. Puppis
- 16 G. Velorum